# Метрополітен Кобе
Метрополітен Кобе (яп. 神戸市営地下鉄 — Kōbe-shiei chikatetsu) — система ліній метро японського міста Кобе. 

## Історія
Будівництво метрополітену в місті почалося у листопаді 1971 року. Початкова ділянка з 4 станцій («Shin-Nagata» - «Myodani») та 5,7 км відкрилася у 1977 році.

### Хронологія розвитку метрополітену
- 17 червня 1983 — розширення лінії на 4 станції «Shin-Nagata» — «Okurayama».
- 18 червня 1985 — розширення лінії в обох напрямках: «Myodani» — «Gakuen-toshi» на 2 станції, «Okurayama» — «Shin-Kobe» на 3 станції.
- 18 березня 1987 — розширення лінії  на 4 станції «Gakuen-toshi» — «Seishinchuo».
- 2 квітня 1988 — відкрилося відгалуження з двох станцій «Shin-Kobe» - «Tanigami».
- 7 червня 2001 — відкрилася друга лінія з 10 станцій.

У лютому 2006 метро знеструмлено, 15 тисяч людей в вагонах застрягли на годину

## Лінії
- Перша лінія (зелена) — 16 станцій , 22,7 км(+ 2 станції та 7,5 км відгалуження).
- Друга лінія (блакитна) — 10 станцій, 7,9 км.

Також існує 2 окремі лінії:
- Portliner до аеропорту — відкрили 5 жовтня 1981, 6,4 км, 9 станцій, продовження на південь до нового аеропорту Кобе 2 лютого 2006, 4,3 км, 3 станції.
- Rokko-liner до морського парку — відкрили 21 лютого 1990, 4,5 км, 6 станцій.

## Галерея

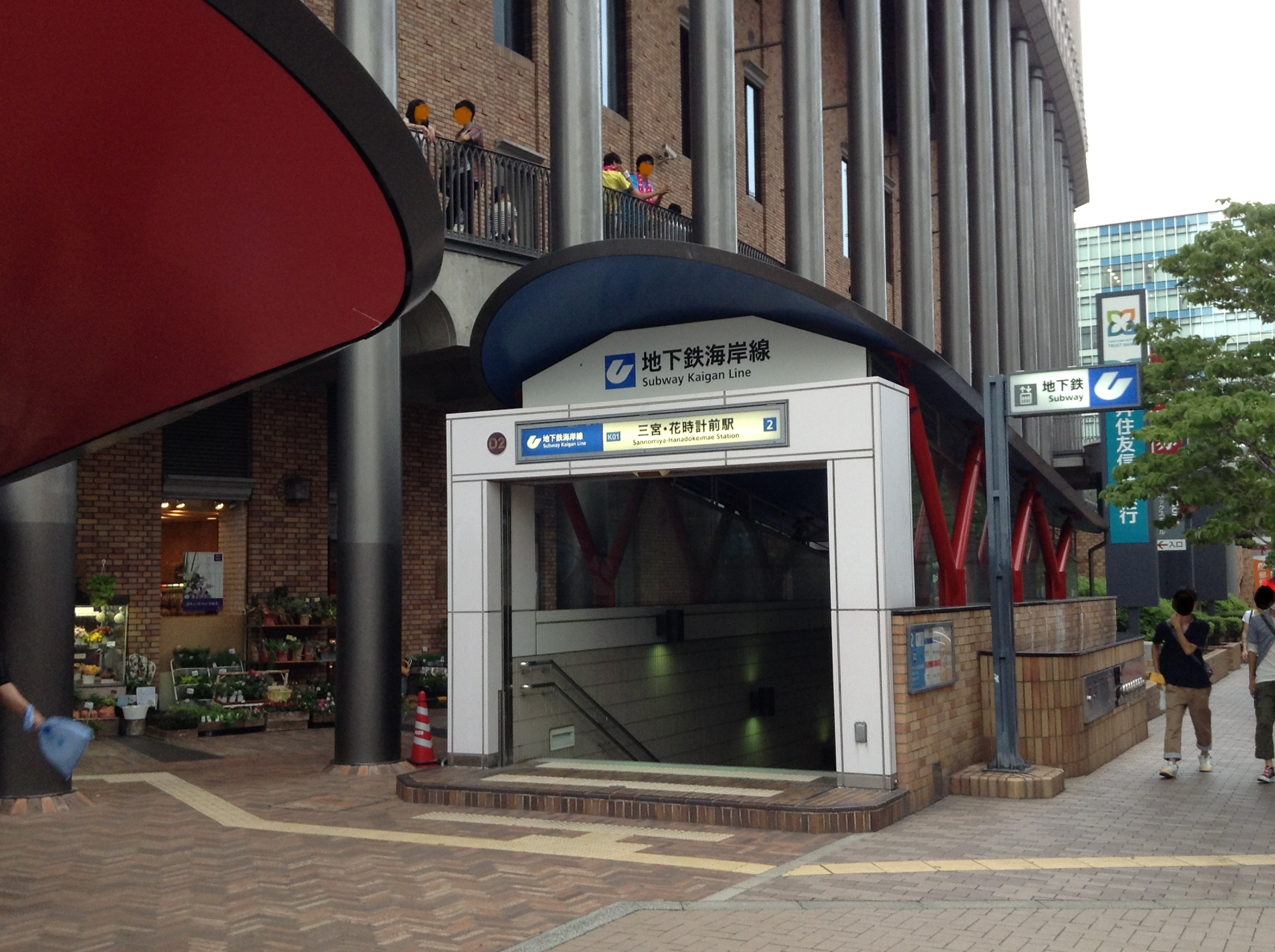
Вихід зі станції «Sannomiya-hanadokeimae»
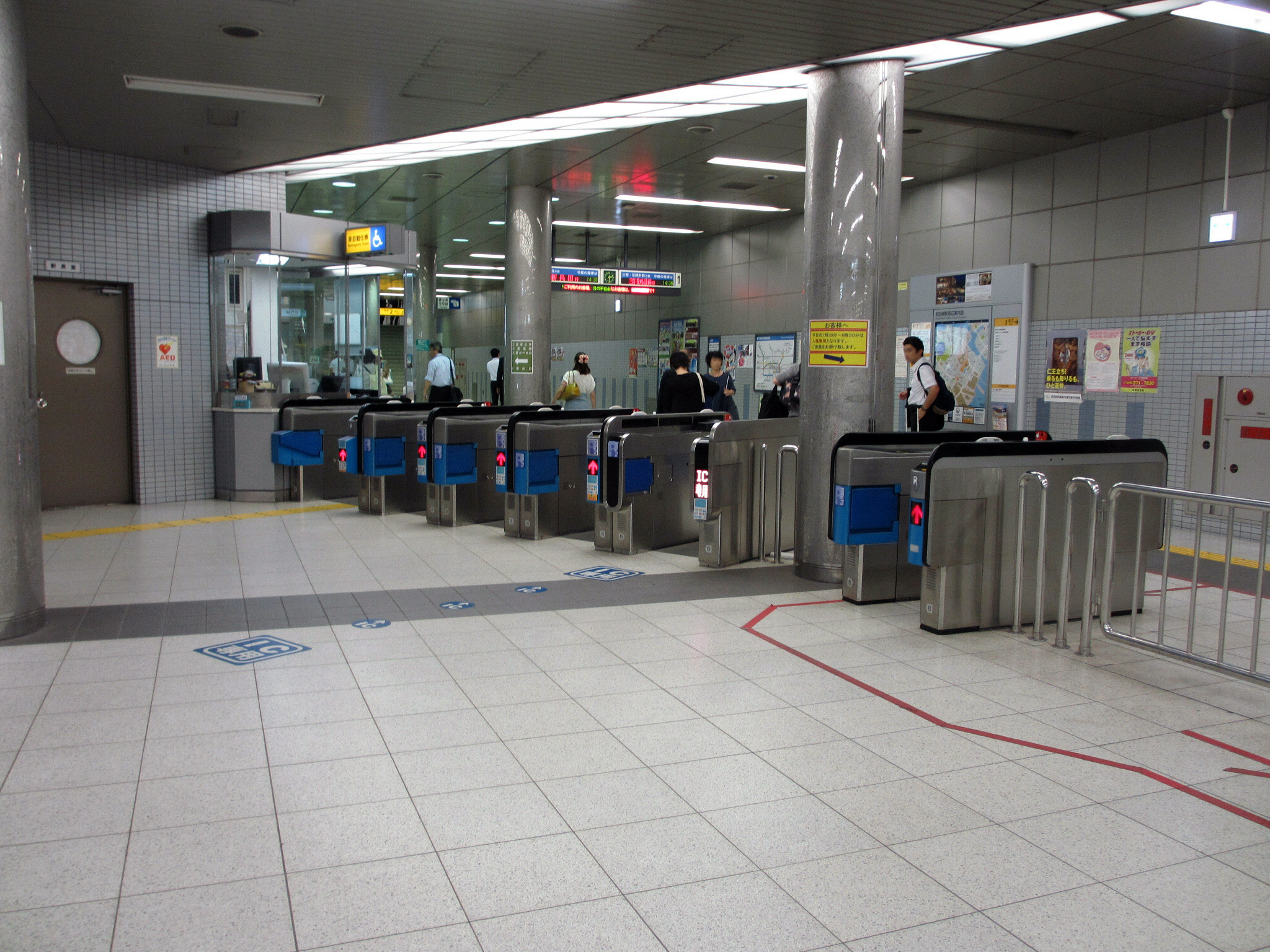
Турнікети на станції «Wadamisaki»
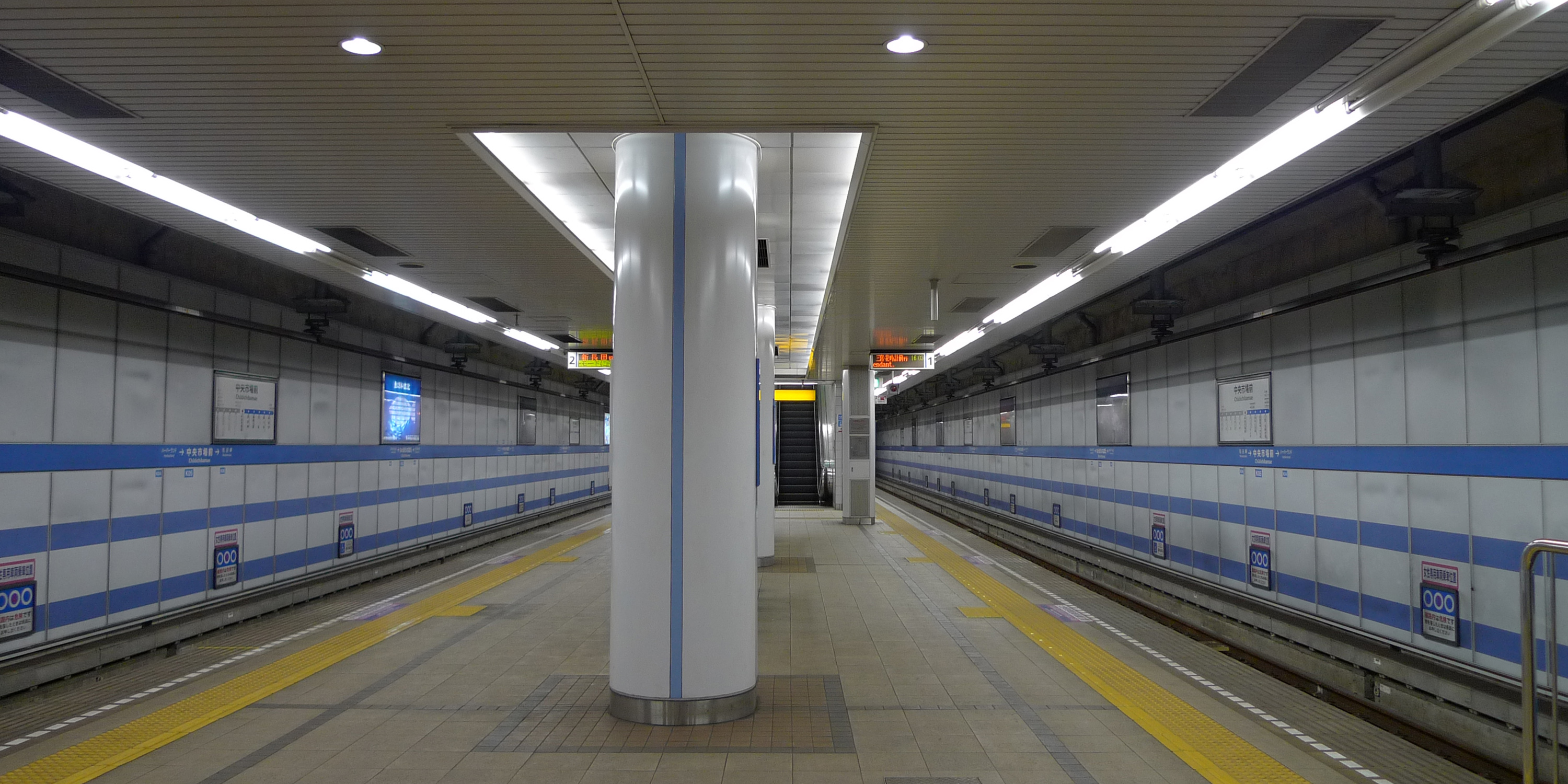
Платформа станції «Chuo-Ichibamae»
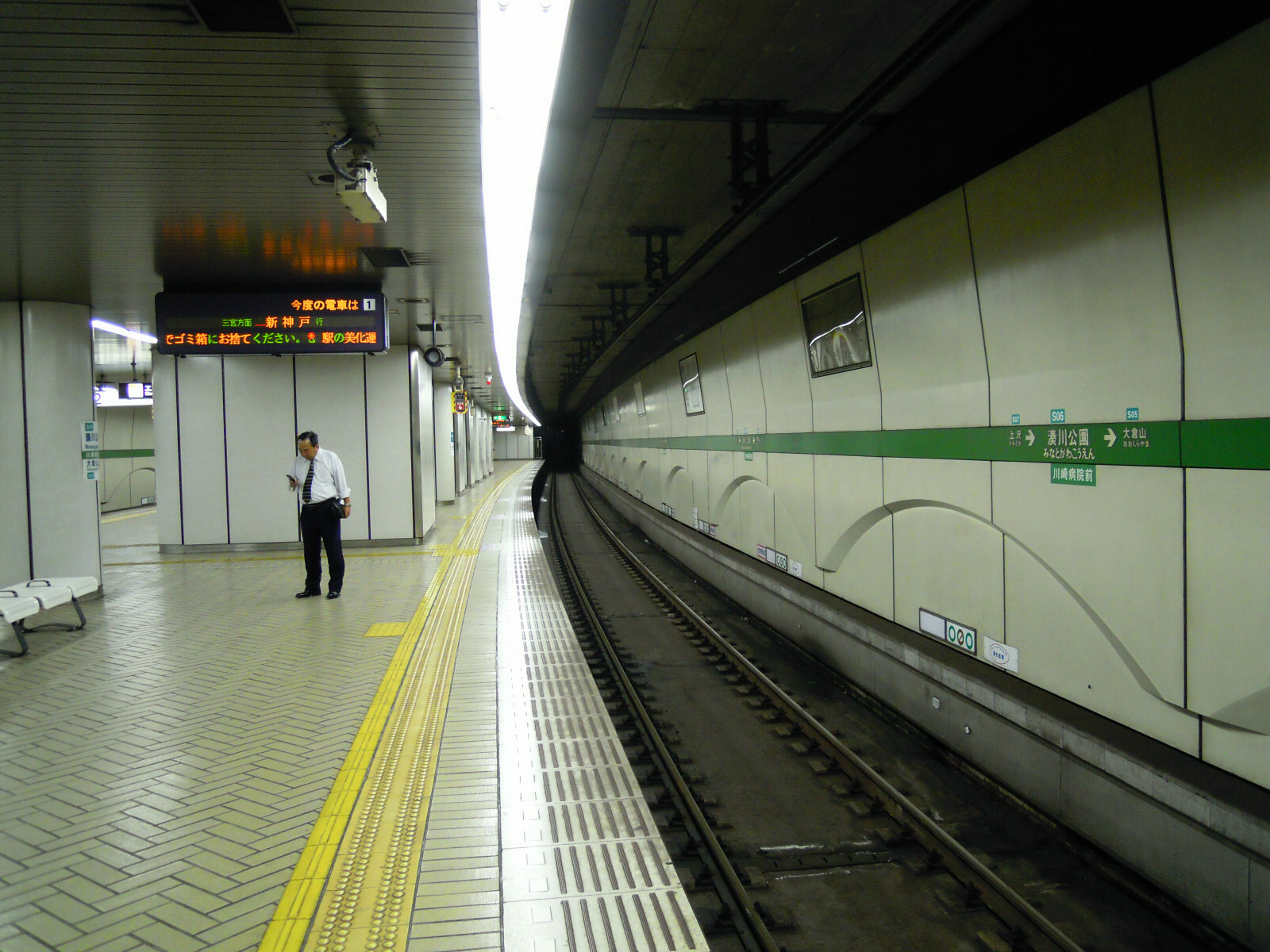
Платформа станції «Minatogawakoen»
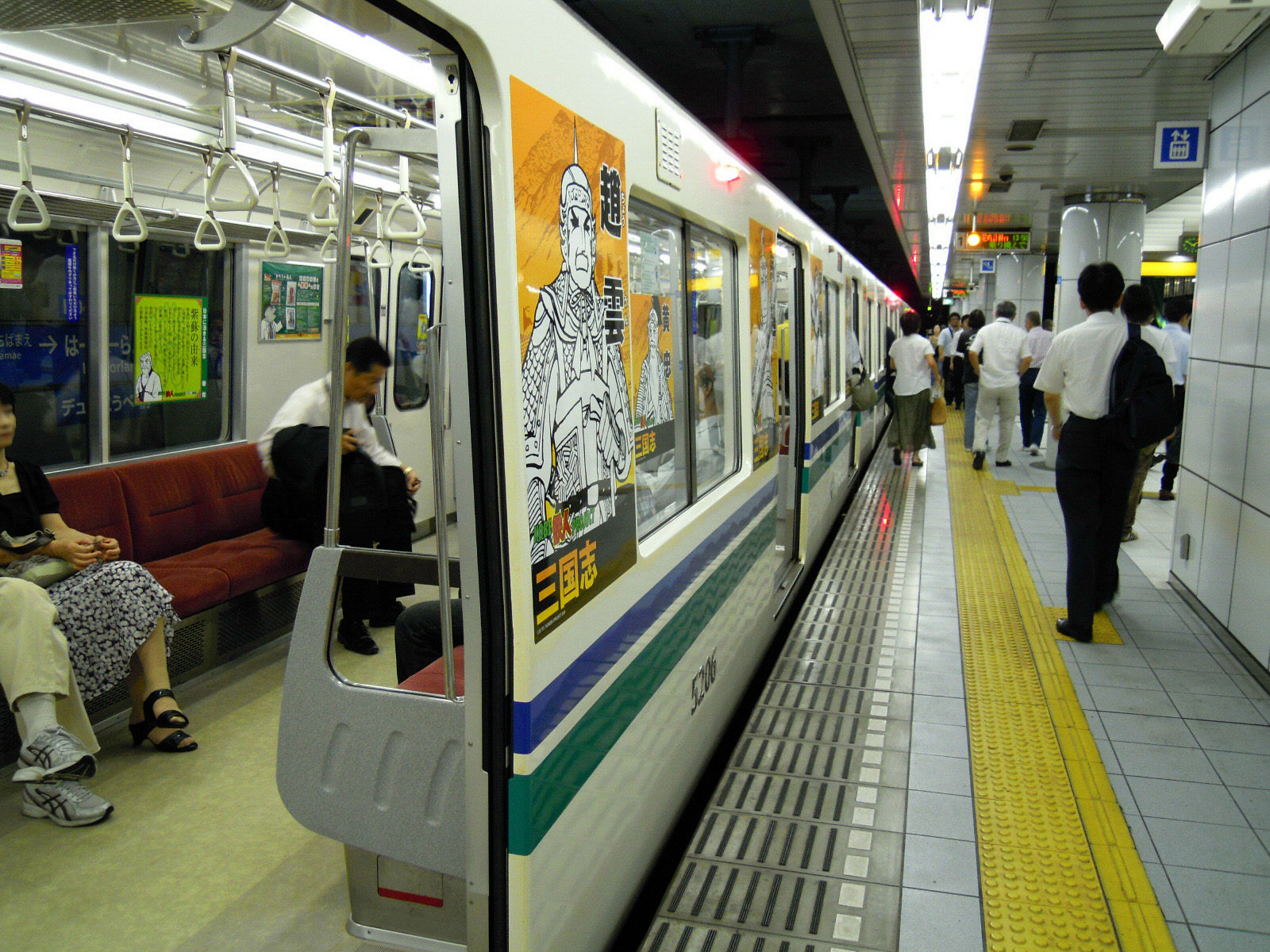
Потяг на станції «Harborland»
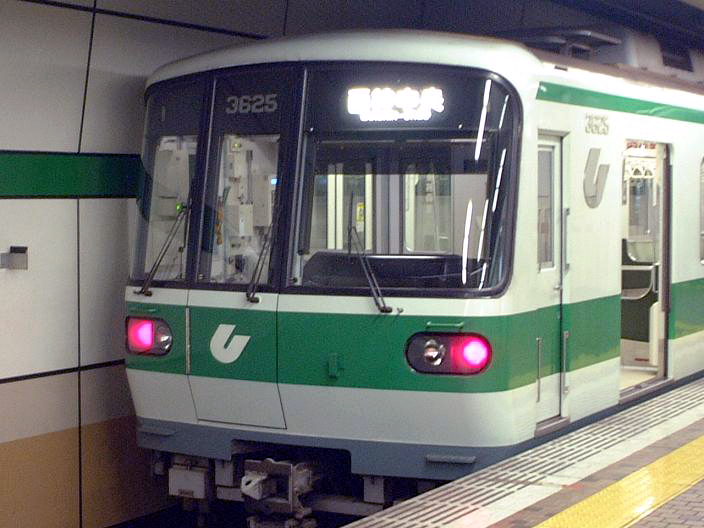
Потяг серії 3000
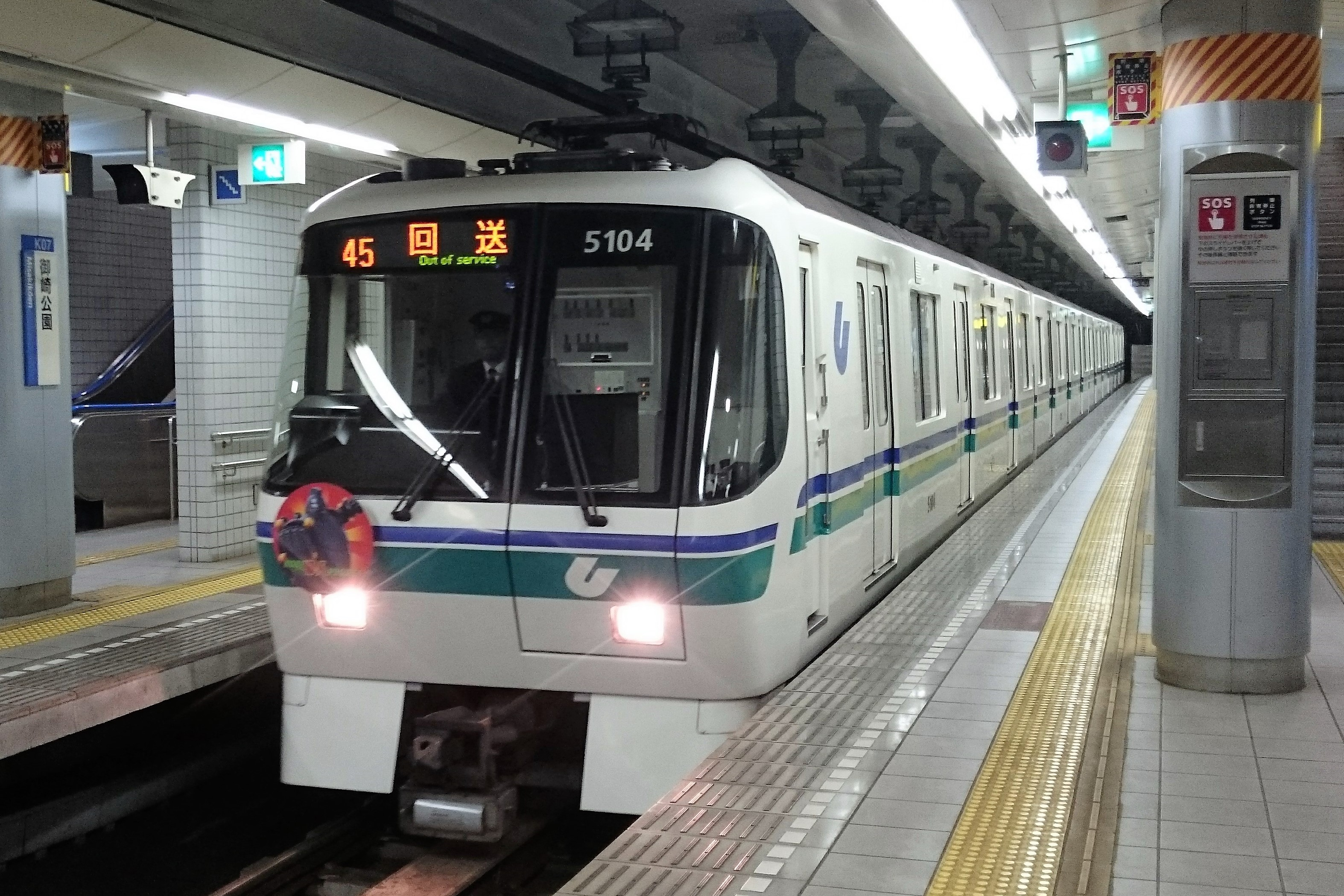
Потяг серії 5000
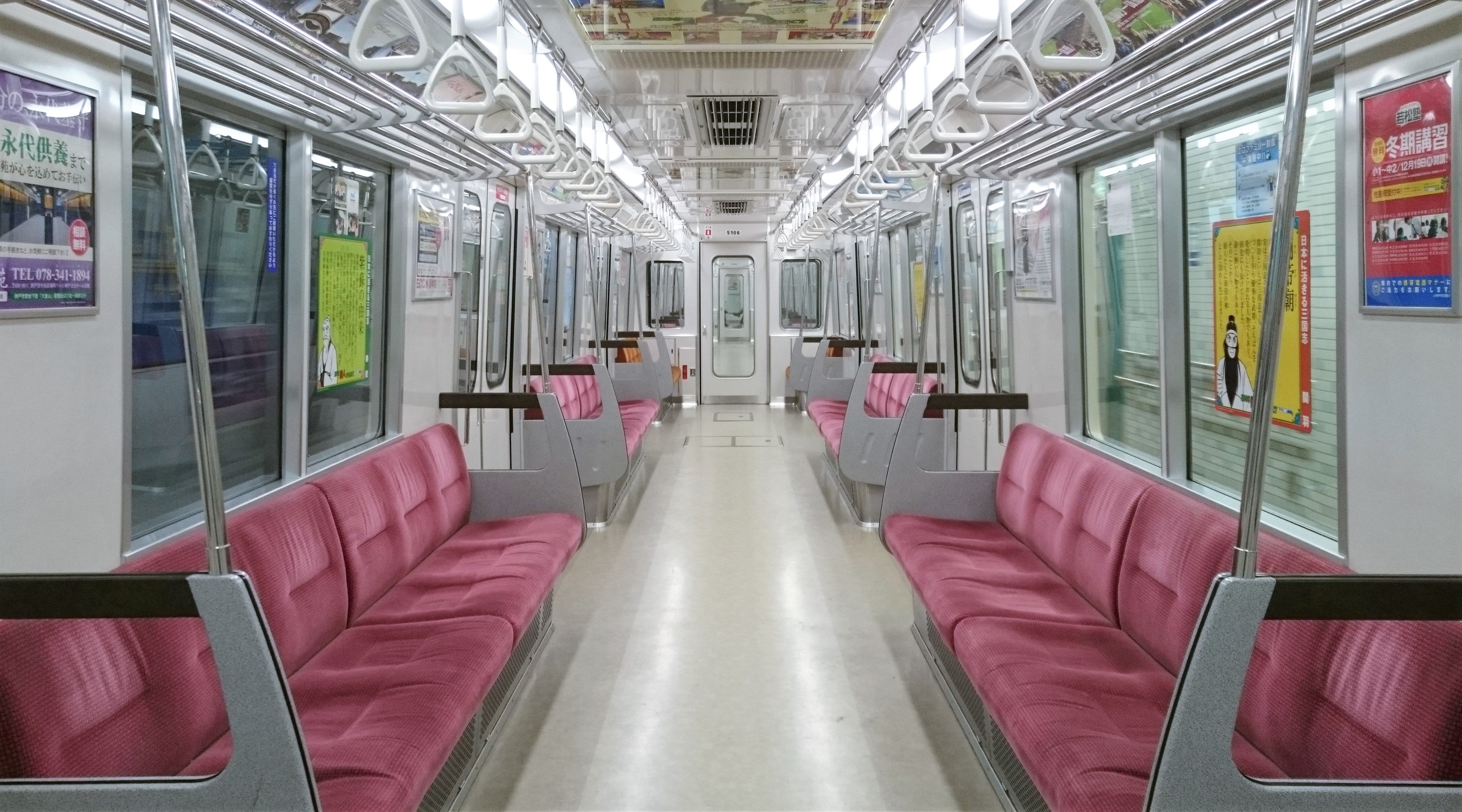
Всередині вагона серії 5000